# 道尔诺热利
道尔诺热利，是匈牙利杰尔-莫雄-肖普朗州所辖的一个村。总面积19.61平方公里，总人口1590，人口密度81.1人/平方公里（2011年1月1日）。